# Gebäude Neutorstraße 26

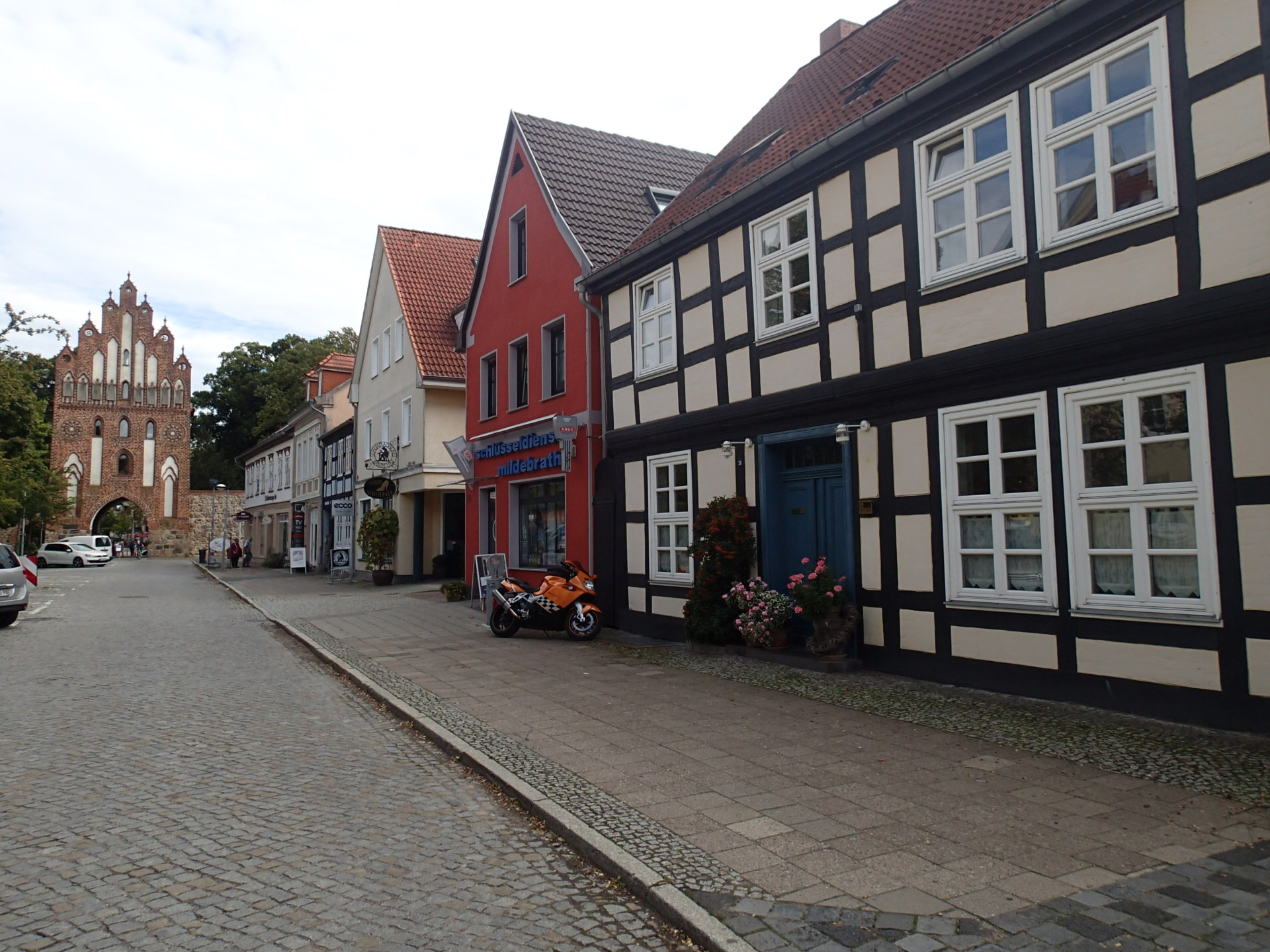
Nr. 26: Fachwerkhaus rechts

Das Wohn- und Geschäftshaus Neutorstraße 26 in Neubrandenburg (Mecklenburg-Vorpommern) wurde im Spätmittelalter gebaut. Das Gebäude steht unter Denkmalschutz.

## Geschichte
Neubrandenburg, die Vier-Tore-Stadt mit 63.761 Einwohnern (2019), wurde 1248 gegründet. Als wichtiger Zentralort gelangte die Stadt 1298 mit der Herrschaft Stargard in die Hand der Mecklenburger.
Das zweigeschossige Fachwerkhaus in der Nähe zum Neuen Tor ist eines der wenigen noch erhaltenen Fachwerkhäuser der Stadt. Es soll in einigen Bauteilen aus dem späten Mittelalter stammen und ist sicher vielfach umgebaut und saniert worden. Im Erdgeschoss war zuletzt ein Schuhgeschäft untergebracht. Im Rahmen der Städtebauförderung wurde es bereits 1992 saniert.